# The Vandals (banda anglesa)
The Vandals va ser una banda de rock anglesa, oriünda de Basildon, Essex, de finals de la dècada de 1970. Aquesta banda va ser part del moviment punk rock i es va destacar per tenir diversos destacats membres entre les seves files: La en aquells dies guitarrista i vocalista Alison Moyet, 'Alf' qui temps després formaria part del duo Yazoo i iniciaria posteriorment una llarga i reeixida carrera solista; Robert Marlow, conegut com 'el guitarrista sense nom' qui creuaria camins i conformaria bandes amb Vince Clarke i Martin Gore per separat abans que tots dues formessin Depeche Mode, les cantants Kim Forey i Sue Paget (Susan Ryder Paget) -qui també va formar part de "No Romance in China" amb Vince Clarke i Andy Fletcher- i Simon Kirk en bateria, qui més tard va ser reemplaçat per John Dee, anteriorment de la banda The Machines.
Van estar principalment actius en 1978 i algunes actuacions notables van ser Leigh-on-Sea's Grand Hotel, Woodlands Youth Centre, Basildon i "Upstairs at Turkans" en el Van Gogh en Basildon. També van fer una presentació fora de quadre en el 1r Festival de Rock en Gloucester Park, Basildon a l'agost de 1978.